# タラートミンブリー駅
タラートミンブリー駅（えき）は、タイ王国のバンコク都 ミンブリー区にある、■ピンクラインモノレールの駅である。
駅番号はPK29。

## 概要
駅名が示す通り、駅に隣接した北東部一帯は市場や巨大ショッピングセンターが密集している。また、路線バスやロットゥー の車庫とも近く、当地を拠点にバンコク各方面に路線が設けられている。

## 構造
東西に走るバス通りの直上に作られた全3層の高架駅である。2階が改札、3階がホーム。北側の1番線乗り場がミンブリー方面、南側がノンタブリー方面である。

## 歴史
- 2023年11月21日 - 無料運行による公開試運転とともに開業。
- 2024年1月7日 - 営業運転開始。
- 2025年
  - 3月28日 - ミャンマーで発生した大地震の影響で全線運行停止。同月31日、ミンブリー駅構内の設備復旧のため当駅折り返しにて運行再開した[1][注釈 2]。
  - 4月16日 - 全線運行再開[2]。

## 駅周辺
- ミンブリー市場

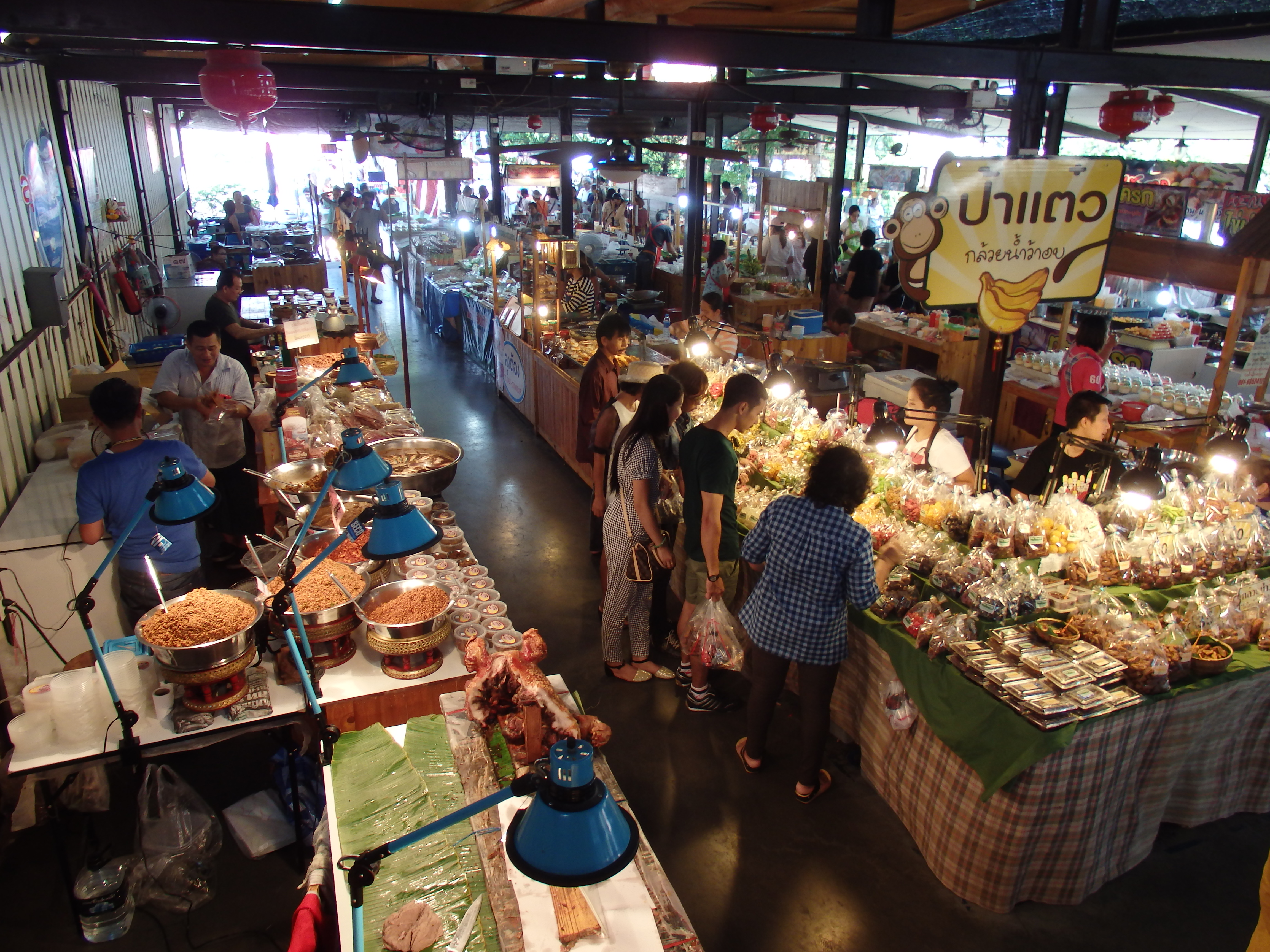
ミンブリー市場(2015年)

- チャトゥチャック ウィークエンドマーケット ミンブリー
（チャトゥチャック2）[3]
※チャトゥチャック区の有名な市場とは異なる
- ミンブリー区役所 （東方約500ｍ）

### 主なバス路線
ミンブリー車庫より発着する主な路線を挙げる。BTはバスターミナル、TSBはタイスマイルバスの略。
※バス路線の統廃合や番号変更が実施されており、S4(549) 、あるいは549(S4)のように、番号が併記される。下記は新番号による。
- S4 系統 : スワンナプーム国際空港BT行 ※空港ターミナルへはシャトルバス乗り換え
- 1-35E系統 : 戦勝記念塔行（チャローンラット高速道路（英語版）経由）
- 1-36 系統 : 北バスBT(モーチット2) 行
- 1-37 系統 : 戦勝記念塔行（ラートプラーオ通り・ウィパワディー・ランシット通り（英語版）経由） TSB運行
- 1-44 系統 : フアランポーン駅 行  TSB運行
- 1-52 系統 : クロンソン循環線（サファリワールド（英語版）経由） TSB運行
- 1-54 系統 : ルンピニー公園行
- 1-57 系統 : 東バスBT（エカマイ)経由  クローントゥーイ港行
- 1-68 系統 : ランシット駅行
- 1-77 系統 : クローントゥーイ市場行（ワチャラポン交差点経由） TSB運行

### その他の交通
駅の南側を流れるセーンセープ運河にて、バーンカピ方面行き電動水上バスが2022年より運行しており、桟橋が徒歩圏内にある。